# Sarcodes
Sarcodes is het monotypische geslacht van een Noordwest-Amerikaanse bloeiende lenteplant in de heidefamilie (Ericaceae), die de enkele soort Sarcodes sanguinea bevat, gewoonlijk de sneeuwplant of sneeuwbloem genoemd. 

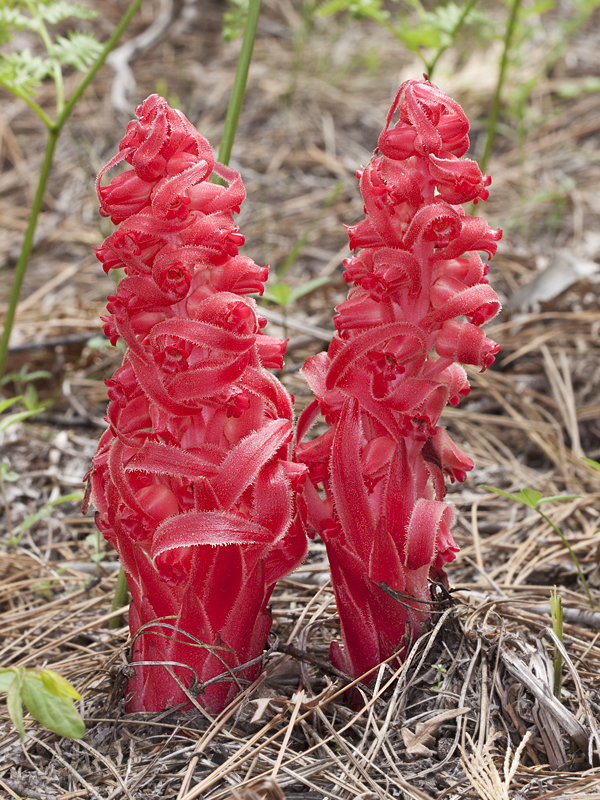
Sarcodes sanguinea

## Kenmerken
Het is een parasitaire plant, die voedsel en voedingsstoffen ontleent aan Mycorrhiza-schimmels, die zich hechten aan boomwortels. Omdat chlorofyl ontbreekt, kan het niet fotosynthetiseren. Ectomycorrhiza (EM) symbiose houdt een mutualisme in tussen een plantenwortel en een schimmel, de plant levert vaste koolstof aan de schimmel en in ruil daarvoor levert de schimmel minerale voedingsstoffen, water en bescherming tegen ziekteverwekkers aan de plant. De sneeuwplant profiteert van dit mutualisme door het netwerk aan te boren en suikers van de fotosynthetische partner te stelen via de schimmel. Dit staat bekend als mycoheterotrofie. De sneeuwplant is gastheerspecifiek en kan alleen relaties aangaan met de ectomycorrhizale basidiomyceet Rhizopogon ellenae.
Het bovengrondse weefsel van de plant is de bloeiwijze, een tros fel scharlakenrode bloemen, gewikkeld in vele riemachtige, puntige schutbladen met omzoomde randen, zelf helderrood tot oranje van kleur. De soortnaam sanguinea verwijst naar de opvallende rode bloem, die in het vroege voorjaar of de zomer uit de soms nog met sneeuw bedekte grond tevoorschijn komt; dit kan pas in juli zijn op grote hoogte, zoals die van de Hoge Sierra Nevada en de Cascade Range.

## Verspreiding
Sarcodes sanguinea is inheems in berggebieden van de California Floristic Province, van de Oregon Cascade Range (zo ver noordelijk als de Umpqua River), door de bergen van Californië inclusief de Transverse Ranges (hoewel het afwezig is in de California Coast Ranges tussen de Klamath Mountains) en in de Sierra de San Pedro Mártir-range in het noorden van Baja California.